# Philonerax mucidus
Philonerax mucidus är en tvåvingeart som först beskrevs av Walker 1836.  Philonerax mucidus ingår i släktet Philonerax och familjen rovflugor. Inga underarter finns listade i Catalogue of Life.